# Schistura sharavathiensis
Schistura sharavathiensis és una espècie de peix de la família dels balitòrids i de l'ordre dels cipriniformes.

## Morfologia
Els mascles poden assolir els 2,9 cm de longitud total.

## Distribució geogràfica
Es troba a la conca del riu Sharavathi (els Ghats Occidentals, Karnataka, l'Índia).

## Amenaces
La seua principal amenaça és l'agricultura de plantació, la qual fa ús de pesticides i genera sedimentació.